# 新井純 (昭和シェル石油)
新井 純（あらい じゅん、1959年2月28日 - ）は、日本の実業家。昭和シェル石油、昭和四日市石油元社長。神奈川県出身。

## 人物
早稲田大学では大塚良平の研究室で鉱物工学を学ぶ。大学卒業後は、当時ロイヤル・ダッチ・シェルグループの日本法人であったシェル石油に入社し、約15年間は石油開発のエンジニアとして働く。昭和石油と合併して昭和シェル石油となったのち、為替損失の影響で石油開発プロジェクトから総撤退となったあとも同社に在籍。全く畑の違ったファイナンス業務に就いて、会社の建て直しに奮起したのち、主に経理・企画畑でキャリアを積み、経営情報室長、経理部長、執行役員、取締役、常務を歴任した。
2008年8月、前任の村山康夫が健康上の理由から急遽辞任したため、異例の49歳の若さで昭和シェル石油の代表取締役社長代行に就任。同年11月より正式に社長に就任した。
2014年3月27日付で同社の社長及びグループCOOを退任し、当時昭和シェル石油が筆頭株主であった昭和四日市石油の社長兼最高経営責任者に就任。2017年3月をもって退任。
現在は、良品計画の社外監査役、三井住友DSアセットマネジメント、協和キリン社外取締役を務める。

## 略歴
- 1977年 早稲田大学理工学部資源工学科入学
- 1983年 早稲田大学大学院理工学研究科修了
- 1983年 シェル石油入社
- 2002年 昭和シェル石油経営情報室長
- 2004年 同社経理部長
- 2005年 同社執行役員経理部長
- 2006年 同社取締役
- 2007年 同社常務取締役
- 2008年 同社代表取締役社長
- 2013年 同社グループ最高執行責任者（COO）
- 2014年 昭和四日市石油代表取締役社長兼CEO
- 2016年 大和住銀投信投資顧問社外取締役
- 2017年 昭和四日市石油代表取締役社長退任
- 2017年 協和発酵キリン社外監査役
- 2019年 三井住友DSアセットマネジメント社外取締役
- 2020年 良品計画社外監査役
- 2021年 協和キリン社外取締役